# Тирольские стрелки
Тирольские стрелки (нем. Tiroler Schützen) — ополченческие формирования, существовавшие в Тироле, а также регулярные части австро-венгерской армии из тирольцев. В настоящее время представляют собой культурно-исторические общества.

## История
В 1511 году император Священной Римской империи Максимилиан I дал жителям Тироля хартию (Landlibell), согласно которой было закреплено право тирольцев не участвовать в военных действиях за пределами Тироля. Взамен они были обязаны самостоятельно обеспечивать оборону своей земли.
В связи с этим тирольцы создавали стрелковые общества (Standschützen). Такое общество могли создать минимум двадцать имеющих право на вступление в него мужчин из одного или нескольких соседних селений. Долгом каждого члена общества было принять участие не менее чем в четырёх учениях в год и во время каждого из них сделать не менее 60 выстрелов. Стрелки имели право сами избирать себе офицеров. Сперва выбирали из всего общества офицеров, что означало чин лейтенанта. Избранные так лейтенанты выбирали из своей среды капитанов на должность командиров рот, а те — майора в качестве командира батальона. 
Добровольцы из стрелковых обществ участвовали в войне первой коалиции в 1796-97 годах и в освободительной борьбе под руководством Андреаса Гофера против баварских и французских оккупантов в 1809 году. Тирольские стрелки участвовали также в австро-итальянской войне 1848 года, австро-итало-французской войне 1859 года и в австро-прусско-итальянской войне 1866 года.
В 1870 году было создано десять регулярных постоянных батальонов тирольских стрелков в составе австрийского ландвера. Рядовые этих батальонов именовались «стрелок» (Schütze), а с 1894 года — «земельный стрелок» (Landesschütze). В 1893 года эти десять батальонов были переформированы в три полка: I полк тирольских земельных стрелков (Tiroler Landesschützenregiment Nr.I), II полк тирольских земельных стрелков (Tiroler Landesschützenregiment Nr.II) и III полк тирольских земельных стрелков (Tiroler Landesschützenregiment Nr.III). 
В 1889 году из двух эскадронов, существовавших с 1872 года, также был сформирован дивизион конных тирольских стрелков (de:Reitende Tiroler Landesschützen).
В 1895 году из тирольцев были сформированы также четыре полка Императорских егерей (de:Tiroler Kaiserjäger) в составе Общей армии Австро-Венгрии.
В 1901 году III-й полк «земельных стрелков» был расформирован, а батальоны, его составлявшие,  были включены во II полк. Через некоторое время I и II полки были реорганизованы: II и IV батальоны I полка были расформированы, III батальон переименован во II, а III батальон Императорского пехотного полка Ландвера №2 (Landwehrinfanterieregiment Nr.2) стал новым III батальоном. Эти новые полки стали называться Императорско-Королевским полком земельных стрелков «Инсбрук» №I (k.k. Landesschützen-Regiment „Innsbruck“ Nr. I) и Императорско-королевским полком земельных стрелков «Боцен» №II (de:k.k. Landesschützen-Regiment „Bozen“ Nr. II). Они были сведены в одну 88-ю бригаду земельных стрелков (k.k.88.Landesschützenbrigade) со штабом в Боцене.
В 1906 году I полк был назван Императорско-королевским Тирольским полком земельных стрелков Триент №I (de:k.k.Tiroler Landesschützenregiment Trient Nr.I). В 1909 году был воссоздан и также включён в состав 88-й бригады земельных стрелков III полк земельных стрелков как Императорско-королевский Тирольский полк земельных стрелков «Иннихен» №III (de:k.k. Landesschützen-Regiment „Innichen“ Nr. III). 
В 1913 году был издан закон, согласно которому все члены тирольских стрелковых обществ (Standschützen) становились военнообязанными ландштурма.
В начале Первой мировой войны полки тирольских стрелков были направлены против российской армии и приняли участие в Галицийской битве. Но после того, как в 1915 году в войну против Австро-Венгрии вступила Италия, тирольские стрелки были отправлены на итальянский фронт, где и сражались до конца войны. На итальянском фронте также сражались и батальоны тирольских ополченцев (Standschützen).
После распада Австро-Венгрии в 1918 году тирольские стрелки перестали иметь какие-либо военные функции и сохранились в форме общественных объединений. Во время Второй мировой войны все стрелковые объединения Тироля были официально запрещены и существовали подпольно. Их права были восстановлены только после окончания войны. В 1950 году был создан союз тирольских стрелков, а в 1995 году было организовано объединение тирольских стрелков, в которое вошли стрелковые группы исторического региона Тироль (австрийская федеральная земля Тироль, итальянские провинции Южный Тироль и Тренто). В 1972 году в Австрии был создан Военно-исторический оркестр Тирольских императорских стрелков (Original Tiroler Kaiserjägermusik).